# Žiželice (Lounyi járás)
Žiželice község Csehországban, Lounyi járásban. Žiželice Libočany, Staňkovice, Velemyšleves, Žatec, Březno, Hrušovany és Nové Sedlo településekkel határos. Lakosainak száma 456 fő (2024. január 1.).

## Népesség
A település lakosságának változását az alábbi diagram mutatja:
| Lakosok száma | 970  | 1005 | 1077 | 531  | 606  | 446  | 397  | 408  | 411  | 456  |
|               | 1869 | 1890 | 1921 | 1950 | 1980 | 2001 | 2017 | 2019 | 2022 | 2024 |